# قادیکلا (میاندورود کوچک ساری)
قادیکلا، روستایی از توابع بخش مرکزی شهرستان ساری در استان مازندران ایران است.شغل اکثر اهالی روستا کشاورزی می باشد. از محصولات تولیدی این روستا می توان برنج اعلای طارم و مرکبات نام برد.مردم این روستا از قومیت طبری بوده و به زبان طبری مازندرانی صحبت می کنند.

## جمعیت
این روستا در دهستان میان‌دورود کوچک قرار داشته و براساس آخرین سرشماری مرکز آمار ایران که در سال ۱۳۸۵ صورت گرفته، جمعیت آن ۹۷۲نفر (۲۵۶خانوار) بوده‌است.